# Holy War (BYU-Utah)
La  Rivalité BYU-Utah dénommé Holy War est une rivalité dans le football américain universitaire opposant deux équipes situées dans l'Utah, les Cougars de BYU de l'université Brigham-Young basée à Provo et les Utes de l'Utah de l'université de l'Utah basée à Salt Lake City.
La proximité des deux universités (distantes de 80 km et la longévité de la série ont développé cette rivalité
Le terme « Holy War » (guerre sainte en français) fait référence au fait que BYU est détenue et administrée par l'Église de Jésus-Christ des Saints des Derniers Jours (Église « LDS » ou « Last Days Saints ») et que Utah est une université publique laïque avec une importante population étudiante « LDS ». Le président actuel et l'entraîneur principal d'Utah sont également membres de l'Église « LDS ».
Les deux équipes ont joué dans la même conférence de 1922 à 2010 et plus récemment dans la Western Athletic Conference (WAC) et la Mountain West Conference (MW). Pendant les années MW, la Holy War était souvent un match décisif pour l'attribution du titre conférence. Malgré le départ d'Utah vers la conférence Pac-12 en 2011 conjugué au fait que BYU soit devenue équipe indépendante la même année, les deux universités sont convenues de maintenir leur match annuel.
La série a été brièvement interrompue en 2014 et 2015 pour qu'Utah puisse jouer une série aller-retour contre Michigan , première interruption de la série depuis celle de 1943-1945 lorsque BYU n'avait pas aligné d'équipe en raison de la Seconde Guerre mondiale. Néanmoins, cette pause a été interrompue de manière inattendue lorsque BYU et Utah se sont rencontrés à l'occasion du Las Vegas Bowl 2015 provoquant une « guerre sainte à Sin City ».
Les matchs sont ensuite été programmés comme des matchs « hors conférence » jusqu'en 2028, avec une autre interruption en 2022 et 2023 pour qu'Utah puisse jouer une série aller-retour contre Florida. Cependant, dès 2024, la rivalité redevient une confrontation de conférence, BYU et Utah ayant rejoint la conférence Big 12 respectivement en 2023 et en 2024.
Le match annuel BYU-Utah fait partie d'une triple rivalité entre les universités de la NCAA Division I FBS situées dans l'État de l'Utah, BYU, Utah et Utah State. La meilleure équipe au terme des trois matchs opposant ces universités remporte le trophée connu sous le nom de Beehive Boot.

## Histoire
Les deux universités ne sont pas d'accord sur la date du premier match de la série :
- Utah affirme que le premier match a été joué en 1896 contre l'équipe de la Brigham Young Academy (en) (BYA). Cette académie a été dissoute en 1903 et remplacée par deux institutions, la Brigham Young High School (en) (BY High) et l'université Brigham-Young (BYU)[8]
- BYU considère que son calendrier de matchs ne commence qu'en 1922 et pas avant[9],[10].

Des six matchs joués entre 1896 et 1898, Utah en a gagné 3 et BYA 3. Utah retient ces six résultats dans le bilan de la série tandis que BYU ne le fait pas.
Bien que le terme Holy War soit souvent utilisé pour décrire la rivalité entre BYU et Utah, il n'est en fait utilisé en relation avec la rivalité que depuis les années 1990, après avoir été inventé par des commentateurs sportifs de radios locales. Avant cela, Holy War était utilisé dans les médias locaux pour décrire le match occasionnel entre BYU et Notre Dame. Le terme est devenu largement utilisé localement et nationalement de 2003 à 2008, lorsque le vainqueur du match devenait simultanément champion de la Mountain West Conference (MWC).
Plusieurs éléments rendent la Holy War particulièrement féroce. Utah et BYU sont deux des plus grandes universités de l'État de l'Utah. Comme le nom de la rivalité l'indique, la religion est une composante importante de la rivalité. L'université d'Utah compte une importante population étudiante de l'Église de Jésus-Christ des saints des derniers jours (mormons) et BYU est propriété de cette Église, sa population étudiante étant presque entièrement composée de ses membres. La longue durée de la rivalité est également un élément majeur.
Utah est l'université phare de l'État de l'Utah, un État connu pour sa forte population de Saints des derniers jours, tandis que BYU est l'université phare de cette Église. La confrontation a été décrite comme ayant des connotations religieuses, ou comme un combat « église contre État »,.
BYU, située à Provo et Utah située à Salt Lake City ne sont distantes de sur 80 km soit à environ une heure de route par l'Interstate 15
. Par conséquent, ces deux équipes se disputent les nouvelles recrues
  et le soutien des fans. Il n'est pas rare que des amis, des voisins et même des membres de la famille aient des allégeances opposées.
En 2011, le New York Times a sondé les fans de toutes les universités de la NCAA Division I FBS pour les classer en fonction de la taille de leurs bases de fans respectives. BYU était classée 43e au niveau national avec 709 864 personnes s'identifiant comme fans de BYU, tandis que l'Utah était classée 67e avec 351 939 personnes s'identifiant comme fans.
En 2017, l'Utah a vu en moyenne 45 913 fans assister aux matchs à domicile avec un total de 52 489 fans pour ceux en déplacement (y compris un bowl).
BYU a accueilli en moyenne 56 267 fans à domicile pour un total de 35 019 en déplacement. Le stade LaVell Edwards a une capacité de 63 470 places, ce qui signifie que le stade a été rempli en moyenne, à 88 % de sa capacité.

## Palmarès
Le classement des équipes dans les tableaux ci-dessous est celui de l'Associated Press avant la saison 2014 et celui du comité du College Football Playoff depuis 2014.
| Utah                           | BYU                                                        | Nuls (4)                                                   |
| Plus large victoire            | BYU, 56–6 (1980)                                           | BYU, 56–6 (1980)                                           |
| Plus longue série de victoires | Utah: 9 (1929–1937 et 2010–2019) BYU: 9 (1979–1987)        | Utah: 9 (1929–1937 et 2010–2019) BYU: 9 (1979–1987)        |
| Plus longue série sans défaite | Utah, 21 (1898–1941)                                       | Utah, 21 (1898–1941)                                       |
| Série en cours sans défaite    | BYU, 2 (depuis 2021)                                       | BYU, 2 (depuis 2021)                                       |
| Bilan de la série              | Selon Utah, Utah mène 62–36–4 Selon BYU, Utah mène 59–33–4 | Selon Utah, Utah mène 62–36–4 Selon BYU, Utah mène 59–33–4 |

| N° | Date              | Lieu           | Vainqueur | Score |
| -- | ----------------- | -------------- | --------- | ----- |
| 1  | 6 avril 1896      | Salt Lake City | Utah      | 12–04 |
| 2  | 14 novembre 1896  | Salt Lake City | Utah      | 06–0  |
| 3  | 5 décembre 1896   | Provo          | BYU       | 08–06 |
| 4  | 4 décembre 1897   | Salt Lake City | BYU       | 14–0  |
| 5  | 18 décembre 1897  | Provo          | BYU       | 22–0  |
| 6  | 24 novembre 1898  | Salt Lake City | Utah      | 05–0  |
|    |                   |                |           |       |
| 7  | 14 octobre 1922   | Salt Lake City | Utah      | 49–0  |
| 8  | 27 octobre 1923   | Provo          | Utah      | 15–0  |
| 9  | 25 octobre 1924   | Salt Lake City | Utah      | 35–06 |
| 10 | 31 octobre 1925   | Provo          | Utah      | 27–0  |
| 11 | 13 novembre 1926  | Salt Lake City | Utah      | 40–07 |
| 12 | 12 novembre 1927  | Provo          | Utah      | 20–0  |
| 13 | 17 novembre 1928  | Salt Lake City | Nul       | 00–0  |
| 14 | 2 novembre 1929   | Salt Lake City | Utah      | 45–13 |
| 15 | 18 octobre 1930   | Salt Lake City | Utah      | 34–07 |
| 16 | 17 octobre 1931   | Salt Lake City | Utah      | 43–0  |
| 17 | 15 octobre 1932   | Salt Lake City | Utah      | 29–0  |
| 18 | 14 octobre 1933   | Salt Lake City | Utah      | 21–06 |
| 19 | 13 octobre 1934   | Salt Lake City | Utah      | 43–0  |
| 20 | 2 novembre 1935   | Provo          | Utah      | 32–0  |
| 21 | 31 octobre 1936   | Salt Lake City | Utah      | 18–0  |
| 22 | 2 octobre 1937    | Salt Lake City | Utah      | 14–0  |
| 23 | 15 octobre 1938   | Salt Lake City | Nul       | 07–07 |
| 24 | 14 octobre 1939   | Provo          | Utah      | 35–13 |
| 25 | 5 octobre 1940    | Salt Lake City | Utah      | 12–06 |
| 26 | 18 octobre 1941   | Salt Lake City | Nul       | 06–06 |
| 27 | 10 octobre 1942   | Salt Lake City | BYU       | 12–07 |
| 28 | 12 octobre 1946   | Provo          | Utah      | 35–06 |
| 29 | 11 octobre 1947   | Salt Lake City | Utah      | 28–06 |
| 30 | 9 octobre 1948    | Provo          | Utah      | 30–0  |
| 31 | 8 octobre 1949    | Salt Lake City | Utah      | 38–0  |
| 32 | 7 octobre 1950    | Provo          | Nul       | 28–28 |
| 33 | 6 octobre 1951    | Salt Lake City | Utah      | 07–06 |
| 34 | 11 octobre 1952   | Salt Lake City | Utah      | 34–06 |
| 35 | 26 novembre 1953  | Salt Lake City | Utah      | 33–32 |
| 36 | 9 octobre 1954    | Provo          | Utah      | 12–07 |
| 37 | 8 octobre 1955    | Salt Lake City | Utah      | 41–09 |
| 38 | 5 octobre 1956    | Provo          | Utah      | 41–06 |
| 39 | 12 octobre 1957   | Salt Lake City | Utah      | 27–0  |
| 40 | 27 septembre 1958 | Salt Lake City | BYU       | 41–06 |
| 41 | 9 octobre 1959    | Salt Lake City | Utah      | 20–08 |
| 42 | 7 octobre 1960    | Salt Lake City | Utah      | 17–0  |
| 43 | 14 octobre 1961   | Salt Lake City | Utah      | 21–20 |
| 44 | 13 octobre 1962   | Salt Lake City | Utah      | 35–20 |
| 45 | 12 octobre 1963   | Salt Lake City | Utah      | 15–06 |
| 46 | 7 novembre 1964   | Salt Lake City | Utah      | 47–13 |
| 47 | 6 novembre 1965   | Provo          | BYU       | 25–20 |
| 48 | 12 novembre 1966  | Salt Lake City | BYU       | 35–13 |
| 49 | 28 octobre 1967   | Provo          | BYU       | 17–13 |
| 50 | 2 novembre 1968   | Salt Lake City | Utah      | 30–21 |
| 51 | 22 novembre 1969  | Provo          | Utah      | 16–06 |
| 52 | 21 novembre 1970  | Salt Lake City | Utah      | 14–13 |

| N°  | Date              | Lieu              | Vainqueur | Score   |
| --- | ----------------- | ----------------- | --------- | ------- |
| 53  | 20 novembre 1971  | Provo             | Utah      | 17–15   |
| 54  | 18 novembre 1972  | Salt Lake City    | BYU       | 16–7    |
| 55  | 24 novembre 1973  | Salt Lake City    | BYU       | 46–22   |
| 56  | 23 novembre 1974  | Provo             | BYU       | 48–20   |
| 57  | 15 novembre 1975  | Provo             | BYU       | 51–20   |
| 58  | 20 novembre 1976  | Salt Lake City    | BYU       | 34–12   |
| 59  | 5 novembre 1977   | Provo             | #14 BYU   | 38–08   |
| 60  | 18 novembre 1978  | Salt Lake City    | Utah      | 23–22   |
| 61  | 17 novembre 1979  | Provo             | #10 BYU   | 27–0    |
| 62  | 22 novembre 1980  | Salt Lake City    | #13 BYU   | 56–06   |
| 63  | 21 novembre 1981  | Provo             | #18 BYU   | 56–28   |
| 64  | 20 novembre 1982  | Salt Lake City    | BYU       | 17–12   |
| 65  | 19 novembre 1983  | Provo             | #9 BYU    | 55–07   |
| 66  | 17 novembre 1984  | Salt Lake City    | #3 BYU    | 24–14   |
| 67  | 23 novembre 1985  | Provo             | #11 BYU   | 38–28   |
| 68  | 22 novembre 1986  | Salt Lake City    | BYU       | 35–21   |
| 69  | 21 novembre 1987  | Provo             | BYU       | 21–18   |
| 70  | 19 novembre 1988  | Salt Lake City    | Utah      | 57–28   |
| 71  | 18 novembre 1989  | Provo             | #21 BYU   | 70–31   |
| 72  | 17 novembre 1990  | Salt Lake City    | #5 BYU    | 45–22   |
| 73  | 23 novembre 1991  | Provo             | BYU       | 48–17   |
| 74  | 21 novembre 1992  | Salt Lake City    | BYU       | 31–22   |
| 75  | 20 novembre 1993  | Provo             | Utah      | 34–31   |
| 76  | 19 novembre 1994  | Salt Lake City    | #21 Utah  | 34–31   |
| 77  | 18 novembre 1995  | Provo             | Utah      | 34–17   |
| 78  | 23 novembre 1996  | Salt Lake City    | #8 BYU    | 37–17   |
| 79  | 22 novembre 1997  | Provo             | Utah      | 20–14   |
| 80  | 21 novembre 1998  | Salt Lake City    | BYU       | 26–24   |
| 81  | 20 novembre 1999  | Provo             | Utah      | 20–17   |
| 82  | 24 novembre 2000  | Salt Lake City    | BYU       | 34–27   |
| 83  | 17 novembre 2001  | Provo             | #8 BYU    | 24–21   |
| 84  | 23 novembre 2002  | Salt Lake City    | Utah      | 13–06   |
| 85  | 22 novembre 2003  | Provo             | Utah      | 03–0    |
| 86  | 20 novembre 2004  | Salt Lake City    | #5 Utah   | 52–21   |
| 87  | 19 novembre 2005  | Provo             | Utah      | 41PR34  |
| 88  | 25 novembre 2006  | Salt Lake City    | #21 BYU   | 33–31   |
| 89  | 24 novembre 2007  | Provo             | #23 BYU   | 17–10   |
| 90  | 22 novembre 2008  | Salt Lake City    | #8 Utah   | 48–24   |
| 91  | 28 novembre 2009  | Provo             | #18 BYU   | 26–23OT |
| 92  | 27 novembre 2010  | Salt Lake City    | #23 Utah  | 17–16   |
| 93  | 17 septembre 2011 | Provo             | Utah      | 54–10   |
| 94  | 15 septembre 2012 | Salt Lake City    | Utah      | 24–21   |
| 95  | 21 septembre 2013 | Provo             | Utah      | 20–13   |
| 96  | 19 septembre 2015 | Las Vegas, Nevada | #20 Utah  | 35–28   |
| 97  | 10 septembre 2016 | Salt Lake City    | Utah      | 20–19   |
| 98  | 9 septembre 2017  | Provo             | Utah      | 19–13   |
| 99  | 24 décembre 2018  | Salt Lake City    | #18 Utah  | 35–27   |
| 100 | 29 août 2019      | Provo             | #14 Utah  | 30–12   |
| 101 | 11 septembre 2021 | Provo             | BYU       | 26–17   |
| 102 | 9 novembre 2024   | Salt Lake City    | #9 BYU    | 22-21   |

## Galerie

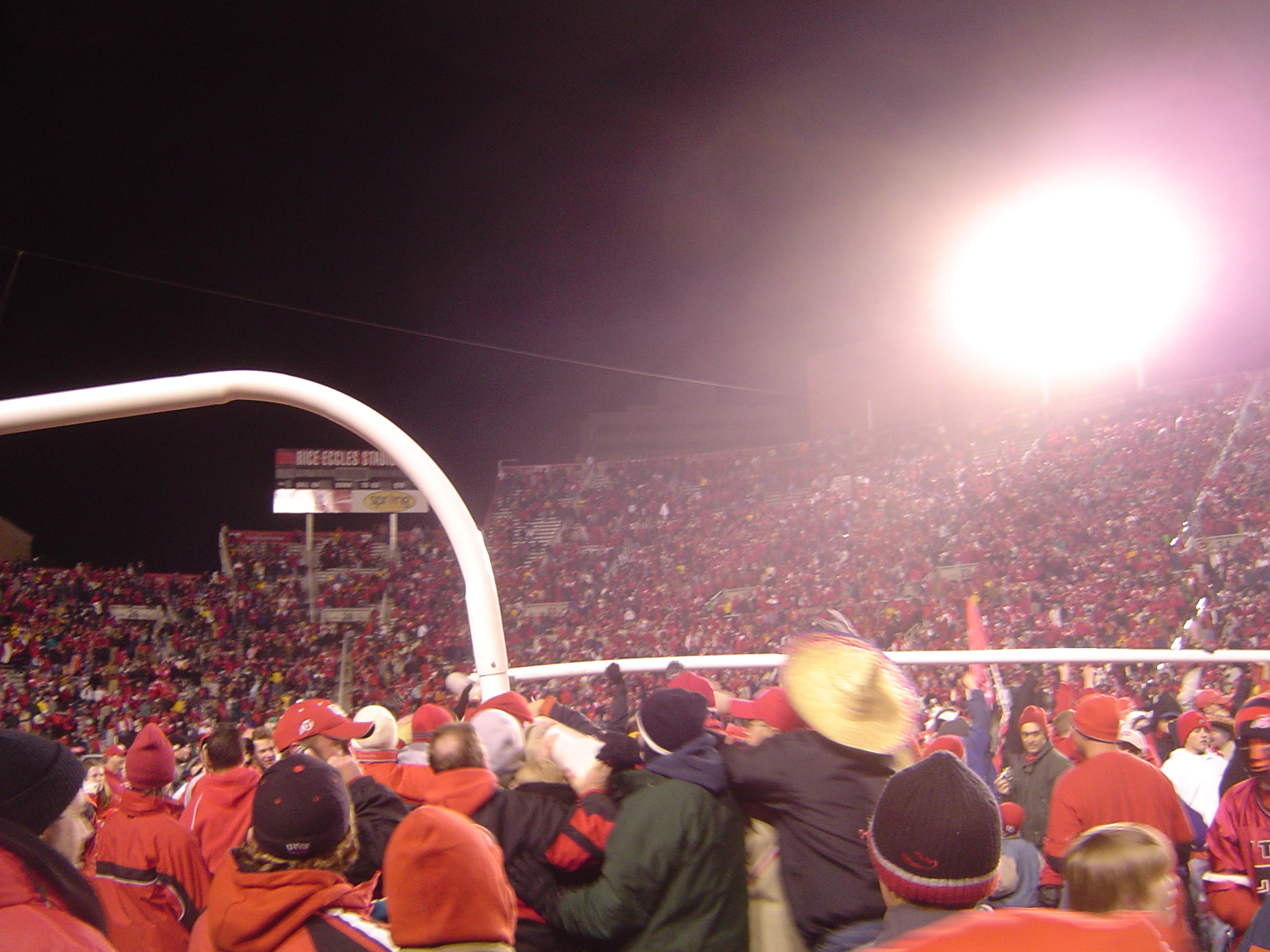
Les fans d'Utah portent le poteau de but après la victoire contre BYU qui leur permet de terminer la saison régulière 2004 avec uniquement des victoires (12-0). Cela leur permet de disputer et remporter le Fiesta Bowl 2005.
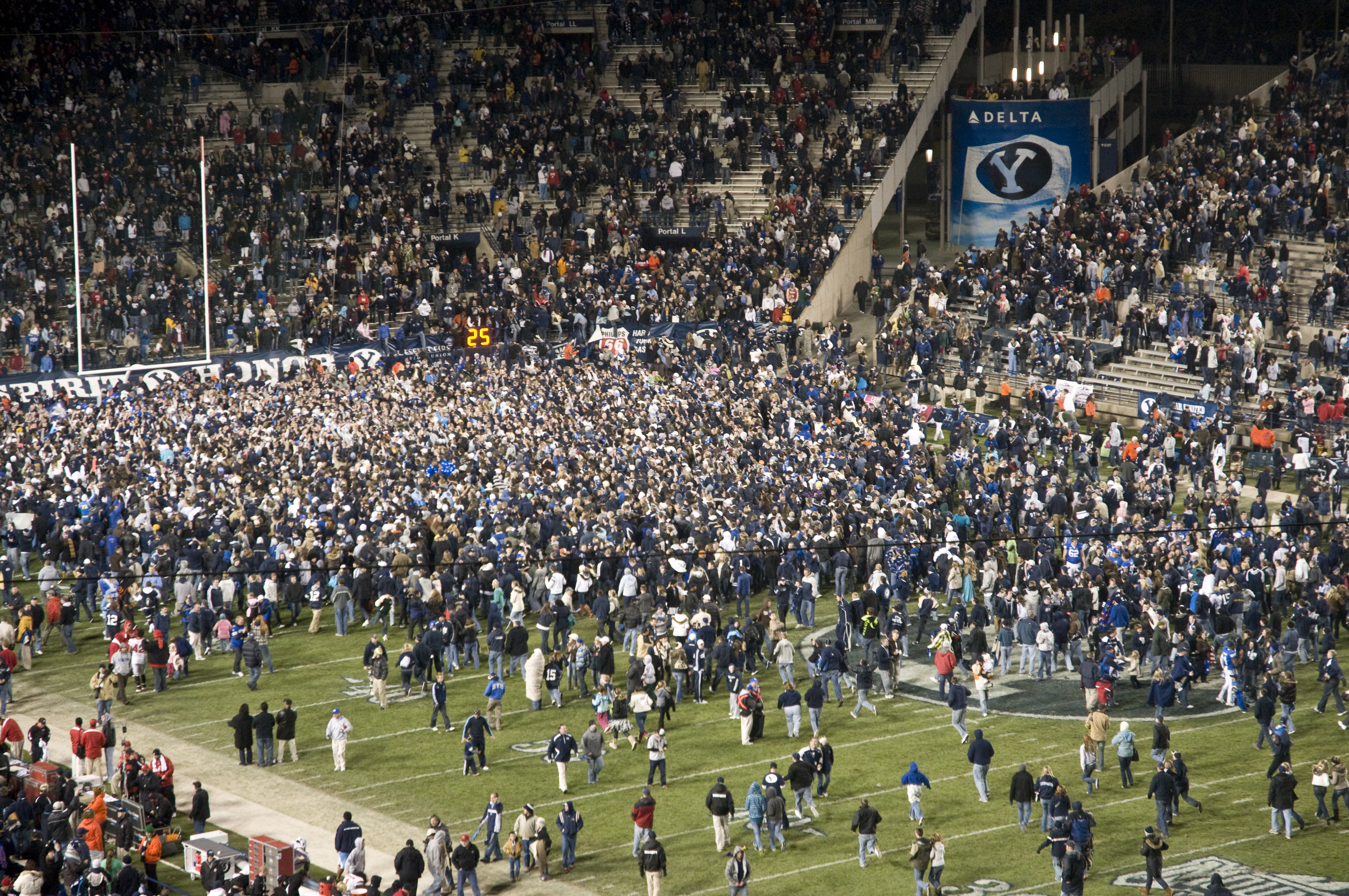
Les fans de BYU envahissent le terrain après la victoire en prolongation lors du match de 2009.

## Articles annexes
- Liste des matchs de rivalité en football américain universitaire de la NCAA